# BMG
BMG, або Bertelsmann Music Group — звукозаписуюча компанія, що входила до складу німецького концерну «Bertelsmann» та була однією з п'яти найбільших музичних компаній світу, маючи свої відділення у понад 40 країнах. У своєму складі BMG мала такі лейбли, як RCA, Ariola, Arista та ін.
Лейбл звукозапису BMG існував у 1987-2004 роках як підрозділ корпорації Bertelsmann. У серпні 2004 року було створено спільне підприємство BMG та Sony Music, що отримало назву Sony BMG Music Entertainment. 2008 року Sony викупила акції BMG, перейменувавши компанію на Sony Music.